# Gli ultimi giorni di Giuda Iscariota
Gli ultimi giorni di Giuda Iscariota (The Last Days of Judas Iscariot) è un'opera teatrale scritta dall'americano Stephen Adly Guirgis e diretta da Philip Seymour Hoffman. La piéce è andata in scena per la prima volta al Public Theater di New York il 2 marzo del 2005.

## Trama
Gli ultimi giorni di Giuda Iscariota si svolge in un tribunale-Purgatorio non molto diverso dalla Brooklyn contemporanea, nel quale si deciderà il destino di Giuda Iscariota tramite flashback immaginari sulla sua infanzia e l’intervento di avvocati che chiameranno sul banco testimoni quali Madre Teresa, Caifa, Santa Monica, Sigmund Freud e Satana.

## Produzione

### Off-Broadway
L'opera è stata presentata per la prima volta in anteprima Off-Broadway con l'organizzazione non-profit Labyrinth Theatre Company al Public Theatre nel 2 marzo 2005 e si è conclusa il 3 aprile 2005.  Diretto da Philip Seymour Hoffman, il cast comprende Eric Bogosian (Satana), Liza Colón-Zayas (Gloria/Madre Teresa/Ensemble), Jeffrey DeMunn (Giudice Littlefield/Caifa/San Matteo), Yetta Gottesman (Loretta/Maria Maddalena/Ensemble), Craig muMs Grant (San Mattia/Delayne/San Pietro/Soldato 2/Ensemble), Stephen McKinley Henderson (Ponzio Pilato/Zio Pino), Salvatore Inzerillo (Balivo/Simone il Cananeo/Ensemble), Adrian Martinez (Boaz il ladro assiro/Sigmund Freud/San Tommaso/Soldato 1), John Ortiz (Gesù di Nazareth), Sam Rockwell (Giuda Iscariota), Elizabeth Rodriguez (Santa Monica/Soldato 3/Ensemble), Deborah Rush (Enrichetta Iscariota/suor Glenna/Ensemble), Kohl Sudduth (Butch Honeywell/Ensemble), Callie Thorne (Fabiana Aziza Cunningham) e Yul Vázquez (Yusef El-Fayoum). La scenografia era di Andromache Chalfant, , con James Martin come consigliere teologico.

### West End
L'anteprima europea West End si è tenuta all'Almeida Theatre dal 28 marzo al 10 maggio 2008 con la regia di Rupert Goold. Il cast includeva (in ordine di apparizione) Amanda Boxer (Enrichetta Iscariota), Doña Croll (Gloria/Madre Teresa), Corey Johnson (Giudice/ San Pietro), John Macmillan (Ufficiale giudiziario/Simone il Cananeo), Susan Lynch (Fabiana Aziza Cunningham), Mark Lockyer (Yusef El-Fayoumy), Jessika Williams (Santa Monica), Poppy Miller (Loretta/Suor Glenna/Maria Maddalena), Ron Cephas Jones (Zio Pino/Ponzio Pilato), Shane Attwooll (Butch Honeywell), Joseph Mawle (Giuda Iscariota), Josh Cohen (San Mattia/Sigmund Freud/San Tommaso), Gawn Grainger (San Matteo/Caifa), Douglas Henshall (Satana) e Edward Hogg (Gesù di Nazareth). La scenografia era di Anthony Ward. 

### Barbican Centre
Dal 22 al 27 ottobre 2018 l'opera è andata in scena al Milton Court Theatre del Barbican Centre. Diretto dal Wyn Jones, il cast comprende (in ordine di apparizione): Kristina Tonteri-Young (Enrichetta Iscariota), Matthew Nikitow (Giuda Iscariota), Laurel Waghorn (Gesù di Nazareth), Uri Levy (L'angelo Gloria/Caifa), Jordan Angell (Giudice Littlefield), Dan Hazel (Butch Honeywell). La scenografia è di Libby Watson, con Lewis Hannaby come tecnico delle luci e Ben Hagle come tecnico del suono.

## Accoglienza
L'opera è stata recensita positivamente dal magazine Curtain Up, ponendo particolare attenzione sull'interpretazione di Eric Bogosian nel ruolo di Satana. Il New York Magazine ha invece affermato che, per $50 a biglietto, "la Labyrinth Theatre Company avrebbe potuto proporre un prodotto finito".
La produzione originale europea è stata accolta con recensioni quasi unanimemente positive: The Hollywood Reporter l'ha definita "divertente, profonda ed estremamente interessante", lodando "performance sensazionali".  Charles Spencer del Daily Telegraph inizia la sua recensione scrivendo: "Non so da dove iniziare per descrivere quest'incredibile opera che mi ha lasciato senza fiato per sei spettacoli all'Almeida", e termina con: "Guirgis e Goold hanno tra le mani un successo sensazionale".  Tuttavia, il Times Online ha dato 3 stelle su 5, ammettendo: "Troppo newyorkese, forse. Nessuno si aspetta uno spettacolo pio e reverenziale, ma era davvero necessario addolcire ogni argomento?" 